# Ditassa perijensis
Ditassa perijensis är en oleanderväxtart som beskrevs av G. Morillo. Ditassa perijensis ingår i släktet Ditassa och familjen oleanderväxter. Inga underarter finns listade i Catalogue of Life.